# Transferazy
Transferazy (EC 2) – klasa enzymów katalizujących reakcję przeniesienia grupy chemicznej (np. tiolowej (-SH), aminowej (-NH2), metylowej (-CH3) czy fosforanowej (-OPO3H2)) lub atomu z jednej cząsteczki (donora) na drugą (akceptora), co można zobrazować: AB + C → A + BC.
Transferazy dzielą się na dziewięć podklas, w zależności od grupy chemicznej, przenoszonej przez dany enzym:
- EC 2.1 - przenoszą fragmenty jednowęglowe
  - metylotransferazy
  - Hydroksymetylo- i formylo- transferazy
  - karboksylo- i karboksymoilo- transferazy
  - amidynotransferazy
- EC 2.2 - przenoszą fragmenty cząsteczek z grupami aldehydowymi lub ketonowymi
  - Transketolazy i transaldolazy
- EC 2.3 - Acylotransferazy - przenoszą reszty kwasowe
  - Aminoacylotransferazy
- EC 2.4 - Glukozylotransferazy - przenoszą reszty cukrowe
  - Heksozylotransferazy
  - Pentozylotransferazy

np. EC 2.4.2.8 - fosforybozylotransferaza hipoksantynowo-guaninowa
- EC 2.5 - przenoszą arylowe lub grupy alkilowe (z wyjątkiem metylowych)
  - Alkilotransferazy
  - Arylotransferazy
- EC 2.6 - przenoszą grupy zawierające azot
  - Aminotransferazy - przenoszą grupy aminowe

np. EC 2.6.1.1 aminotransferaza asparaginianowa i EC 2.6.1.2 aminotransferaza alaninowa
- EC 2.7 - przenoszą reszty fosforanowe
  - Fosfotransferazy
  - Kinazy
- EC 2.8 - przenoszą grupy zawierające siarkę
  - Sulfurotransferazy
  - CoA-transferazy
- EC 2.9 - Selenotransferazy - przenoszą grupy zawierające selen